# Sergio Mantovani
 Sergio Mantovani  (Cusano Milanino, Llombardia, 22 de maig del 1929 - Milà, 23 de febrerdel 2001) va ser un pilot de curses automobilístiques italià que va arribar a disputar curses de Fórmula 1. Després de perdre una cama en un accident disputant una cursa fora de la F1, Mantovani va seguir lligat al món de l'esport formant part de la Comissió Esportiva d'Itàlia.
Va debutar a l'última cursa de la quarta temporada de la història del campionat del món de la Fórmula 1 l'any 1953, i va disputar el 13 de setembre el GP d'Itàlia al Circuit de Monza. Sergio Mantovani va participar en vuit curses puntuables pel campionat de la F1, en tres temporades diferents: 1953, 1954 i 1955.

## Resultats a la Fórmula 1
| Any  | Equip                     | Xassís   | Motor    | 1      | 2   | 3     | 4   | 5   | 6       | 7     | 8     | 9       | Posició | Punts |
| ---- | ------------------------- | -------- | -------- | ------ | --- | ----- | --- | --- | ------- | ----- | ----- | ------- | ------- | ----- |
| 1953 | Officine Alfieri Maserati | Maserati | Maserati | ARG    | 500 | HOL   | BEL | FRA | GBR     | ALE   | SUI   | ITA 7*  | -       | 0     |
| 1954 | Officine Alfieri Maserati | Maserati | Maserati | ARG    | 500 | BEL 7 | FRA | GBR | ALE 5   | SUI 5 | ITA 9 | ESP Ret | 16è     | 4     |
| 1955 | Officine Alfieri Maserati | Maserati | Maserati | ARG 7* | MON | 500   | BEL | HOL | GBR Ret | ITA   |       |         | -       | 0     |

(*) Cotxe compartit.

### Resum
| Curses: | Victòries: | Pòdiums: | Poles: | Voltes ràpides: | Punts: |
| ------- | ---------- | -------- | ------ | --------------- | ------ |
| 7       | 0          | 0        | 0      | 0               | 4      |